# Marc Moreno
Marc Moreno (Barcelona, 1977) és un periodista, un escriptor i editor català. La seva activitat professional es reparteix entre la creació literària especialitzada en el gènere negre, la gestió de l'editorial Llibres del Delicte i les col·laboracions als suplements de La Vanguardia i la revista Lonely planet. Llibres del Delicte és una petita editorial que publica obres de novel·la negra en català. Com a novel·lista, les seves obres retraten l'afany de posseir diners i poder, amb personatges que arriben al delicte per satisfer les seves passions. Al festival Tiana Negra 2016 va parlar de la "invisibilitat dins de la invisibilitat", de la voluntat d'aprofundir en els personatges i de la necessitat de trencar alguns estigmes al voltant de les perifèries urbanes, en què l'exclusió, la desestructuració familiar, l'anomia i la delinqüència apareixen com la irremeiable profecia que es compleix a si mateixa. Un tema que entronca de ple amb la sempre polèmica problemàtica social del gènere negre i que alguns autors s'entesten a reduir a l'únic denominador del món lumpen. El 2017, Moreno va guanyar el VIII premi Crims de Tinta del festival BCNegra per la novel·la Temps de rates.

## Publicacions
- Cabdills. Acteón, 2011.
- Independència d'interessos. Llibres del Delicte, 2013.
- Els Silencis dels pactes. Llibres del delicte, 2014.
- La Reina de diamants (amb Sebastià Bennasar, Lluís Llort i Salvador Macip) Llibres del Delicte, 2014
- Contra l'aparador. Llibres del Delicte, 2015.
- Temps de rates. La Magrana, 2017, premi Crims de Tinta.
- Escapisme. Més Llibres, 2020.
- Després de la vergonya. Llibres del Delicte, 2021.